# Julija Nikolajenko
Julija Walerjewna Nikolajenko (russisch Юлия Валерьевна Николаенко; * 17. August 1992) ist eine kasachische Fußballspielerin.

## Karriere

### Vereine
In der Saison 2017/2018 spielte Nikolajenko für den kasachischen Verein BIIK Kazygurt. Während dieser Saison absolvierte sie drei Spiele in der UEFA Women’s Champions League, wobei sie jeweils als Einwechselspielerin zum Einsatz kam.

### Nationalmannschaft
Nikolajenko wurde für die 
kasachische Frauen-Nationalmannschaft nominiert und nahm an Qualifikationsspielen für internationale Turniere teil. Während der Qualifikation zur UEFA Women's Euro 2017 bestritt sie vier Spiele. In der Qualifikation zur FIFA Frauen-Weltmeisterschaft 2019 absolvierte sie fünf Spiele und erzielte dabei zwei Tore.